# 虎石台站
虎石台站是一个京哈线上的铁路车站，位于辽宁省沈阳市沈北新区虎石台街道，建于1901年，目前为三等站，邮政编码为110122。目前客运：办理旅客乘降；向东办理行李、包裹托运；货运：办理整车货物发到；办理整车货物承运前保管。